# Le Cirque infernal (Michel Vaillant)
Pour les articles homonymes, voir Le Cirque infernal (homonymie).
Le Cirque infernal est le quinzième tome de la série Michel Vaillant. Il a pour cadre les courses de stock-car aux États-Unis.

## Synopsis
Michel Vaillant, Steve Warson et Chuck Danver participent aux Etats-Unis à des courses de stock-car, aux commandes de Vaillante-Ford. Ils retrouvent face à eux les pilotes de l'écurie Texas Driver's Bob Cramer et Donald Payntor, autorisés à piloter de nouveau sous réserve d'une bonne conduite. Steve Warson remporte la course de Daytona 500 devant Chuck Danver, tandis que Michel découvre les particularités des courses de stock-car. Mais à la veille de la course de Darlington, un inconnu annonce dans la presse qu'il offrira 100 000 dollars à tous les pilotes qui battront les Vaillante...

## Véhicules remarqués
- Dodge Charger 1966
- Pontiac GTO 1966
- Ford Fairlane GT 1967

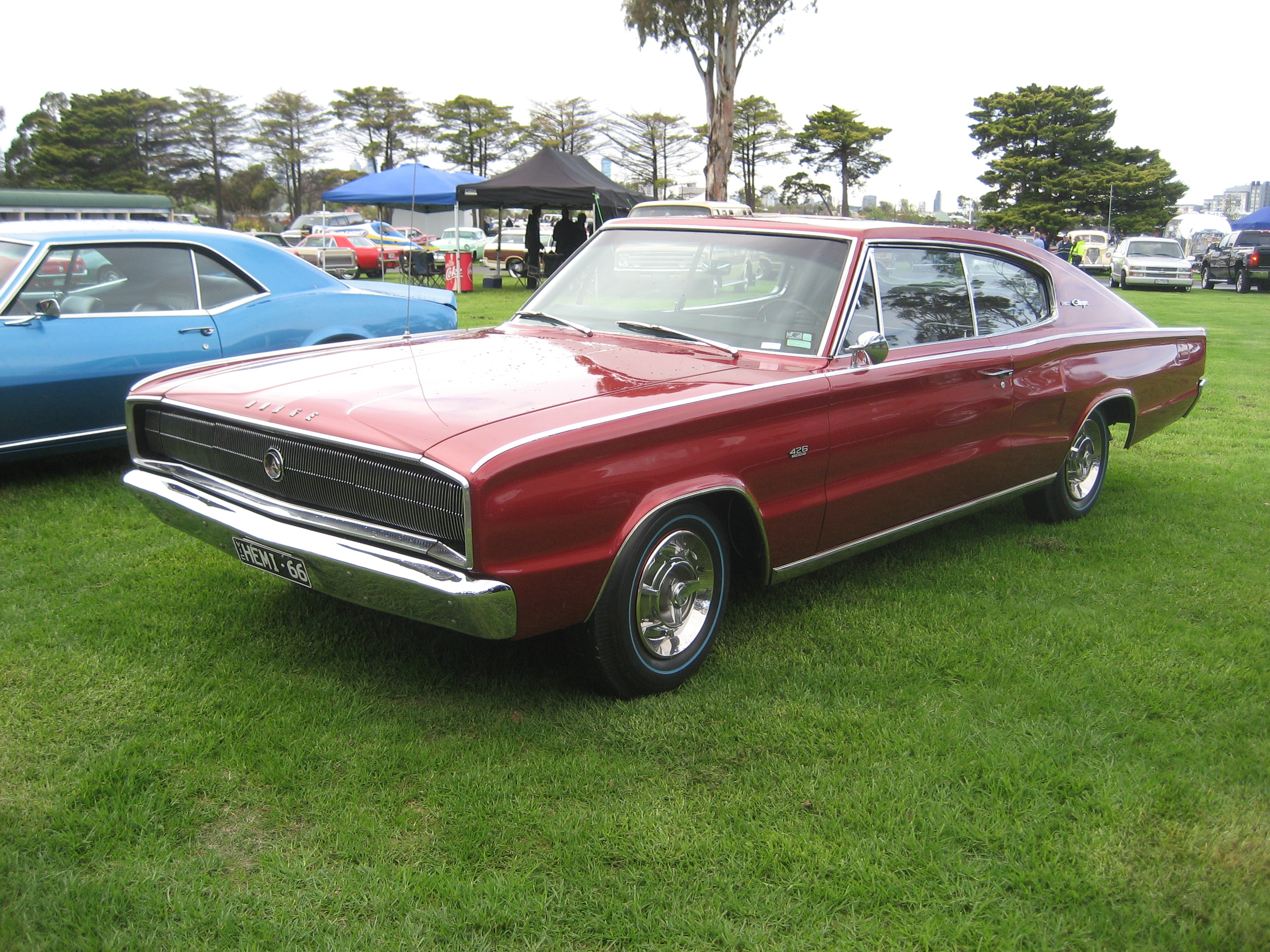
Une Dodge Charger 1966, base des Dodge de Stock cars vues dans l'album.

- Chevrolet Camaro SS Convertible 1967 (Pace car)
- Ford Zodiac Mark IV
- Lincoln Continental cabriolet 2 portes 1967 (Pace car)
- Plymouth Belvedere GTX 1967

## Publication

### Revues
Les planches du Cirque infernal furent publiées dans le Journal de Tintin entre le 11 juillet et le 28 novembre 1967 (no 28/67 à 48/67).

### Album
Le premier album fut publié aux Éditions du Lombard en 1969 (dépôt légal 03/1969).